# اچ‌ام‌اس ریونج (۰۶)
اچ‌ام‌اس ریونج (۰۶) (به انگلیسی: HMS Revenge (06)) یک کشتی بود که طول آن ۶۲۴ فوت (۱۹۰ متر) بود. این کشتی در سال ۱۹۱۵ ساخته شد. و یکی از کاربردی ترین کشتی های آن زمان بود.